# Europeisk slädhund

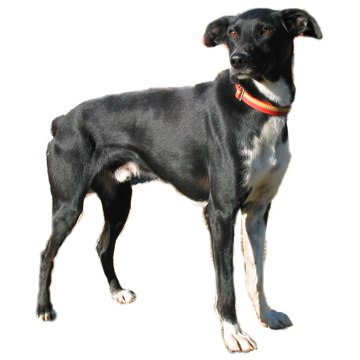
Europeisk slädhund (kupering är förbjuden i Sverige)

Europeisk slädhund (Eurohound), även kallad Scandinavian hound, är i grund och botten inte en homogen ras utan en blandning av olika hundraser, varav pointer, vorsteh är grunden men längre bak i stamtavlorna går även alaskan husky och siberian husky att finna.
Asbjörn Erdal Aase från Norge var en av pionjärerna med arbetet att ta fram denna typ som är specialiserad för sprintkörning med slädhundar. En av världens mest framgångsrika hundkörare Egil Ellis, Sverige, använder enbart denna hundtyp i sitt spann.